# Chennai Open 2009 - Qualificazioni singolare
Le qualificazioni del singolare del Chennai Open 2009 sono state un torneo di tennis preliminare per accedere alla fase finale della manifestazione. I vincitori dell'ultimo turno sono entrati di diritto nel tabellone principale. In caso di ritiro di uno o più giocatori aventi diritto a questi sono subentrati i lucky loser, ossia i giocatori che hanno perso nell'ultimo turno ma che avevano una classifica più alta rispetto agli altri partecipanti che avevano comunque perso nel turno finale.
Le qualificazioni del Chennai Open  2009 prevedevano 32 partecipanti di cui 8 sono entrati nel tabellone principale.

## Teste di serie
1. Flavio Cipolla (Qualificato)
2. Michael Berrer (Qualificato)
3. Danai Udomchoke (Qualificato)
4. Rajeev Ram (Qualificato)

1. Aleksandr Kudrjavcev (Qualificato)
2. Rohan Bopanna (primo turno)
3. Alexander Satschko (Qualificato)
4. Kyu-Tae Im (Qualificato)

## Qualificati
1. Flavio Cipolla
2. Alexander Satschko
3. Michael Berrer
4. Rohan Bopanna

1. Danai Udomchoke
2. Kyu-Tae Im
3. Rajeev Ram
4. Aleksandr Kudrjavcev

## Tabellone

### Legenda
| - Q = Qualificato - WC = Wild card - LL = Lucky loser | - ALT = Alternate - SE = Special Exempt - PR = Protected Ranking | - w/o = Walkover - r = Ritirato - d = Squalificato |

### Sezione 1
|  | Primo turno    | Primo turno    | Primo turno    | Primo turno | Primo turno |  |  | Ultimo turno | Ultimo turno   | Ultimo turno   | Ultimo turno | Ultimo turno |  |
|  |                |                |                |             |             |  |  |              |                |                |              |              |  |
|  | 1              | Flavio Cipolla | Flavio Cipolla | 6           | 6           |  |  |              |                |                |              |              |  |
|  |                | Navdeep Singh  | Navdeep Singh  | 4           | 3           |  |  | 1            | Flavio Cipolla | Flavio Cipolla | 6            | 6            |  |
|  | Yūichi Sugita  | Yūichi Sugita  | Yūichi Sugita  | 6           | 6           |  |  |              | Yūichi Sugita  | Yūichi Sugita  | 3            | 4            |  |
|  | Pavol Cervenak | Pavol Cervenak | Pavol Cervenak | 1           | 2           |  |  |              |                |                |              |              |  |

### Sezione 2
|  | Primo turno     | Primo turno        | Primo turno        | Primo turno | Primo turno |  |  | Ultimo turno | Ultimo turno       | Ultimo turno       | Ultimo turno | Ultimo turno |  |
|  |                 |                    |                    |             |             |  |  |              |                    |                    |              |              |  |
|  | Rohan Gajjar    | Rohan Gajjar       | 6                  | 2           | 7           |  |  |              |                    |                    |              |              |  |
|  | Abhijeet Tiwari | Abhijeet Tiwari    | 0                  | 6           | 62          |  |  |              | Rohan Gajjar       | Rohan Gajjar       | 2            | 4            |  |
|  | 7               | Alexander Satschko | Alexander Satschko | 6           | 7           |  |  | 7            | Alexander Satschko | Alexander Satschko | 6            | 6            |  |
|  |                 | Lovro Zovko        | Lovro Zovko        | 2           | 5           |  |  |              |                    |                    |              |              |  |

### Sezione 3
|  | Primo turno              | Primo turno              | Primo turno              | Primo turno | Primo turno |  |  | Ultimo turno | Ultimo turno             | Ultimo turno             | Ultimo turno | Ultimo turno |  |
|  |                          |                          |                          |             |             |  |  |              |                          |                          |              |              |  |
|  | 2                        | Michael Berrer           | Michael Berrer           | 6           | 6           |  |  |              |                          |                          |              |              |  |
|  |                          | Rohan Gide               | Rohan Gide               | 1           | 2           |  |  | 2            | Michael Berrer           | Michael Berrer           | 6            | 6            |  |
|  | Ranjeet Virali-Murugesan | Ranjeet Virali-Murugesan | Ranjeet Virali-Murugesan | 7           | 6           |  |  |              | Ranjeet Virali-Murugesan | Ranjeet Virali-Murugesan | 1            | 1            |  |
|  | Vikram Reddy B           | Vikram Reddy B           | Vikram Reddy B           | 63          | 2           |  |  |              |                          |                          |              |              |  |

### Sezione 4
|  | Primo turno  | Primo turno   | Primo turno | Primo turno | Primo turno |  |  | Ultimo turno  | Ultimo turno  | Ultimo turno  | Ultimo turno | Ultimo turno |  |
|  |              |               |             |             |             |  |  |               |               |               |              |              |  |
|  | Sanam Singh  | Sanam Singh   | 4           | 6           | 6           |  |  |               |               |               |              |              |  |
|  | Yuki Bhambri | Yuki Bhambri  | 6           | 4           | 1           |  |  | Sanam Singh   | Sanam Singh   | Sanam Singh   | 3            | 4            |  |
|  |              | Rohan Bopanna | 63          | 7           | 7           |  |  | Rohan Bopanna | Rohan Bopanna | Rohan Bopanna | 6            | 6            |  |
|  | 6            | Michel Koning | 7           | 6(1)        | 64          |  |  |               |               |               |              |              |  |

### Sezione 5
|  | Primo turno   | Primo turno               | Primo turno               | Primo turno | Primo turno |  |  | Ultimo turno | Ultimo turno    | Ultimo turno    | Ultimo turno | Ultimo turno |  |
|  |               |                           |                           |             |             |  |  |              |                 |                 |              |              |  |
|  | 3             | Danai Udomchoke           | Danai Udomchoke           | 6           | 6           |  |  |              |                 |                 |              |              |  |
|  |               | N. Vijay Sundar Prashanth | N. Vijay Sundar Prashanth | 4           | 2           |  |  | 3            | Danai Udomchoke | Danai Udomchoke | 6            | 6            |  |
|  | Louk Sorensen | Louk Sorensen             | Louk Sorensen             | 6           | 6           |  |  |              | Louk Sorensen   | Louk Sorensen   | 4            | 4            |  |
|  | Vinod Sridhar | Vinod Sridhar             | Vinod Sridhar             | 0           | 4           |  |  |              |                 |                 |              |              |  |

### Sezione 6
|  | Primo turno     | Primo turno     | Primo turno     | Primo turno | Primo turno |  |  | Ultimo turno | Ultimo turno    | Ultimo turno | Ultimo turno | Ultimo turno |  |
|  |                 |                 |                 |             |             |  |  |              |                 |              |              |              |  |
|  | N.Sriram Balaji | N.Sriram Balaji | N.Sriram Balaji | 6           | 6           |  |  |              |                 |              |              |              |  |
|  | Ronak Manuja    | Ronak Manuja    | Ronak Manuja    | 2           | 2           |  |  |              | N.Sriram Balaji | 0            | 7            | 2            |  |
|  | 8               | Kyu-Tae Im      | Kyu-Tae Im      | 6           | 6           |  |  | 8            | Kyu-Tae Im      | 6            | 64           | 6            |  |
|  |                 | Naveen Saai     | Naveen Saai     | 0           | 0           |  |  |              |                 |              |              |              |  |

### Sezione 7
|  | Primo turno    | Primo turno    | Primo turno    | Primo turno | Primo turno |  |  | Ultimo turno | Ultimo turno  | Ultimo turno  | Ultimo turno | Ultimo turno |  |
|  |                |                |                |             |             |  |  |              |               |               |              |              |  |
|  | 4              | Rajeev Ram     | Rajeev Ram     | 6           | 6           |  |  |              |               |               |              |              |  |
|  |                | Tatsuma Itō    | Tatsuma Itō    | 4           | 2           |  |  | 4            | Rajeev Ram    | Rajeev Ram    | 6            | 6            |  |
|  | Oliver Marach  | Oliver Marach  | Oliver Marach  | 6           | 6           |  |  |              | Oliver Marach | Oliver Marach | 2            | 4            |  |
|  | Ashutosh Singh | Ashutosh Singh | Ashutosh Singh | 3           | 3           |  |  |              |               |               |              |              |  |

### Sezione 8
|  | Primo turno          | Primo turno          | Primo turno          | Primo turno | Primo turno |  |  | Ultimo turno | Ultimo turno         | Ultimo turno         | Ultimo turno | Ultimo turno |  |
|  |                      |                      |                      |             |             |  |  |              |                      |                      |              |              |  |
|  | Vignesh Peranamallur | Vignesh Peranamallur | Vignesh Peranamallur | 3           | 4           |  |  |              |                      |                      |              |              |  |
|  | Purav Raja           | Purav Raja           | Purav Raja           | 6           | 2r          |  |  |              | Vignesh Peranamallur | Vignesh Peranamallur | 1            | 65           |  |
|  | 5                    | Aleksandr Kudrjavcev | Aleksandr Kudrjavcev | 6           | 7           |  |  | 5            | Aleksandr Kudrjavcev | Aleksandr Kudrjavcev | 6            | 7            |  |
|  |                      | Sunil-Kumar Sipaeya  | Sunil-Kumar Sipaeya  | 4           | 5           |  |  |              |                      |                      |              |              |  |